# El dolor de amar
El dolor de amar es una telenovela mexicana producida en 1966 para Telesistema Mexicano, producida por Valentín Pimstein. Protagonizada por Elvira Quintana.

## Trama
Olga (Elvira Quintana), es una mujer terrible que enloquece a un señor mayor (Augusto Benedico), al que hace ver que lo ama, sólo para obtener de él alhajas y regalos, para dejarlo en el momento que pueda. Su amiga Clemen (Aurora Alvarado) la aconseja, pero Olga no le hace caso.

## Elenco
- Elvira Quintana como Olga
- Augusto Benedico
- Aurora Alvarado como Clemen
- Patricia Morán
- Mercedes Pascual
- Andrea Cotto
- Alejandro Ciangherotti
- Amparo Villegas
- Enrique García Alvarez
- Kika Meyer
- Emilio Brillas

## Otras versiones
- En 1958 "Senda prohibida", primera versión de esta telenovela, producida por Jesús Gómez Obregón y protagonizada por Silvia Derbez.
- En 1961 "Senda prohibida", versión cinematográfica de esta telenovela, dirigida por Alfredo B. Crevenna y protagonizada por Lilia Prado.
- En 1979 "Amor prohibido", tercera versión de esta telenovela, readaptada por la misma Fernanda Villeli, producida por Ernesto Alonso y protagonizada por Claudia Islas.